# سيدني باوتشر
سيدني باوتشر (17 سبتمبر 1899 في المملكة المتحدة - 4 أغسطس 1963 في المملكة المتحدة) (بالإنجليزية: Sidney Boucher)‏ هو لاعب كريكت بريطاني (وحمل سابقاً جنسية المملكة المتحدة لبريطانيا العظمى وأيرلندا). لعب مع Kent County Cricket Club ‏ وRoyal Navy Cricket Club ‏.

## وصلات خارجية
- سيدني باوتشر على موقع إي آس بي آن كريك إنفو (الإنجليزية)